# Медзно (Косьцерський повіт)
Медзно (пол. Miedzno) — село в Польщі, у гміні Карсін Косьцерського повіту Поморського воєводства.
Населення — 44 особи (2011).
У 1975-1998 роках село належало до Гданського воєводства.

## Демографія
Демографічна структура станом на 31 березня 2011 року:
|          | Загалом | Допрацездатний вік | Працездатний вік | Постпрацездатний вік |
| -------- | ------- | ------------------ | ---------------- | -------------------- |
| Чоловіки | 24      | 6                  | 14               | 4                    |
| Жінки    | 20      | 4                  | 11               | 5                    |
| Разом    | 44      | 10                 | 25               | 9                    |